# Lo verde empieza en los Pirineos
Lo verde empieza en los Pirineos es una película española de comedia estrenada el 14 de septiembre de 1973, dirigida por Vicente Escrivá y protagonizada en los papeles principales por José Luis López Vázquez, José Sacristán, Rafael Alonso y Nadiuska.

## Sinopsis
Serafín es un anticuario soltero que tiene un grave problema: a todas las mujeres guapas las ve siempre con barba. Para intentar quitarle ese complejo y curarlo, sus amigos Manolo y Román viajan con él a Biarritz para ver las famosas películas prohibidas por la censura franquista y aprovechar para ligar con alguna mujer. Serafín, después de tener una aventura con la dueña del hostal donde se hospedan, se enamora de Paula, una decente camarera española. Mientras, Manolo y Román han conseguido una cita con dos francesas. Pero de pronto llegan sus esposas, también dispuestas a divertirse.

## Reparto
- José Luis López Vázquez como Serafín Requejo
- José Sacristán como Manuel Campillo
- Rafael Alonso como Román - el médico-dentista
- Nadiuska como	Paula - la camarera
- Guadalupe Muñoz Sampedro como Fermina - tía de Serafín
- Trini Alonso como	Madame
- Manuel Zarzo como Pepe
- Pastor Serrador como Psicoanalista
- Marisol Ayuso como	Aurelia - mujer de Román
- Eva León como Shou Shou- una fantasía de Serafín
- José Riesgo como Señor de Tarazona
- Liliane Meric
- Jesús Guzmán como Valeriano - el cartero
- Nené Morales como Germana - mujer de Manuel
- Lone Fleming
- Alfonso Estela
- Susana Estrada
- Sandra Mozarowsky como Chica francesa
- José Luis Zalde